# التوأم هيلتون
ديزي هيلتون وفايوليت هيلتون (5 فبراير 1908-4 يناير 1969) هما ممثلتان ومؤديتا عروض إنجليزيتان، وكانتا توأمًا ملتصقًا.